# Britisk-zanzibariske krig
Den britisk-zanzibariske krig blev udkæmpet mellem Storbritannien og Zanzibar 27. august 1896. Med en varighed på kun 38 minutter har den rekorden som den korteste krig, der er dokumenteret i historien.
Krigen brød ud, efter at sultan Hamad bin Thuwaini, som velvilligt havde samarbejdet med det britiske kolonistyre, var død 25. august, og hans nevø, Khalid bin Barghash havde grebet magten ved et statskup. Idet briterne havde en anden foretrukken kandidat, Hamud bin Muhammed, som de forventede ville være lettere at samarbejde med, beordrede de Khalid til at abdicere. Khalid nægtede og samlede i stedet en hær bestående af ca. 2.800 mand og sultanens tidligere bevæbnede yacht, HHS Glasgow, der lå ankret op i havnen. Mens Khalids tropper tog fat på at befæste paladset, samlede Royal Navy fem krigsskibe i havnen foran paladset og landsatte mandskabsgrupper fra Royal Marines.
På trods af sultanens forsøg i sidste øjeblik på at forhandle om fred via den amerikanske repræsentation på øen, åbnede de britiske krigsskibe ild mod paladset om morgenen 27. august, efter at det britiske ultimatum var udløbet klokken 9. Paladset styrtede sammen og tabstallene steg til omkring 500 døde på zanzibarisk side, mens ingen døde på britisk side. Modgangen bevirkede, at sultanen hastigt trak sig tilbage til det tyske konsulat, hvor han fik tildelt asyl og herefter levede i Dar es Salaam, indtil han i 1916 blev pågrebet af briterne og landsforvist. Han fik senere opholdstilladelse i Mombasa, hvor han døde i 1925. Beskydningen stoppede efter 45 minutter, da Glasgow var sænket, og sammenstødet er siden blevet betegnet som historiens korteste krig. Målt på dræbte per sekund var denne krig blodigere end første verdenskrig.

## Baggrund
Zanzibar var ved krigens begyndelse en østat i Det Indiske Ocean ud for kysten til Tanganyika; i dag er øgruppen en del af Tanzania. Øen havde været under de omanske sultaners styre siden 1698, da de fordrev portugiserne, som havde haft kontrollen over Zanzibar siden 1499. Sultan Majid bin Said erklærede sultanatet Zanzibar uafhængigt af sultantatet Oman i 1858, hvilket blev anerkendt af Storbritannien. De efterfølgende sultaner etablerede Zanzibar by som hovedstad og regeringssæde, og de opførte et palads ved havnen. I 1896 bestod dette af selve paladset, Beit al-Hukm, et harem tilknyttet paladset, og Beit al-Ajaib eller "Vidundernes hus" – et ceremonielt palads, som siges at være den første bygning i Østafrika, som fik elektricitet. Komplekset blev bygget med lokale materialer og var ikke opført som en defensiv struktur. Alle tre bygninger lå på rad og række og var knyttet sammen indbyrdes med træbroer over gadehøjde.
Storbritannien havde i en lang periode haft relationer med Zanzibar og anerkendte øens suverænitet og dens sultanat i 1886. Som et resultat af dette var forholdet mellem Storbritannien og Zanzibars sultaner venskabeligt. Tyskland var imidlertid også interesseret i Østafrika, og de to stormagter rivaliserede om kontrol over handelsrettigheder og territorier i området i slutningen af 1800-tallet. Sultan Khalifah havde overladt Kenya til Storbritannien og Tanganyika til Tyskland, en proces som førte til et forbud mod slaveri i disse områder. Mange i den arabiske overklasse var oprørte over denne forstyrrelse af en værdifuld handelsvirksomhed, hvilket resulterede i nogen uro. Oveni nægtede tyskerne i Tanganyika at hejse sultanatets flag, hvilket førte til sammenstød mellem tyskerne og lokalbefolkningen. En sådan konflikt i Tanga førte til, at 20 arabere blev dræbt.
Sultan Khalifah sendte zanzibariske styrker under ledelse af general Lloyd Mathews, en tidligere løjtnant i Royal Navy, for at genoprette orden i Tanganyika. Operationen var for det meste vellykket, men det zanzibariske folk havde fortsat negative holdninger til tyskerne. Endvidere opstod der konflikter i Bagamoyo, hvor 150 lokale blev dræbt af tyske militærstyrker, og ved Ketwa, hvor tyske embedsmænd og deres tjenere blev myrdet. Khalifah bevilgede derefter udvidede handelsrettigheder til det britiske østafrikanske kompagni, som iværksatte en søblokade i samarbejde med tyskerne for at stoppe den indenlandske slavehandel. Da Khalifah døde i 1890, blev Ali bin Said sultan. Sultan Ali bandlyste al slavehandel i landet (men ikke slavehold), erklærede Zanzibar som et britisk protektorat og udnævnte en brite som førsteminister for regeringen. Briterne fik også vetoret ved udnævnelse af fremtidige sultaner.
Samme år, som Ali blev sultan, underskrev Storbritannien og Tyskland Helgoland–Zanzibar-traktaten. Denne traktat afgrænsede officielt landenes interessesfærer i Østafrika og overførte Tysklands herredømme over Zanzibar til Storbritannien. Dette gav den britiske regering større indflydelse i Zanzibar, hvilken de ville bruge til at udrydde slaveriet der, et mål de havde haft siden 1804.
Sultan Alis efterfølger var Hamad bin Thuwaini, som blev sultan i 1893. Hamad opretholdt et nært forhold til briterne, men der var uenighed blandt hans undersåtter på grund af den voksende britiske kontrol over landet, den britisk ledede hær og afskaffelsen af slaveriet. For at få kontrol over modstanden godkendte briterne, at sultanen kunne oprette en paladsgarde på 1.000 mand, men disse blev snart involveret i sammenstød med det britisk ledede politi. Det fremkom også klager over paladsgardens fremfærd over for europæiske beboere i Zanzibar by.

## 25. august
Sultan Hamad døde pludselig kl. 11.40 (lokal tid) 25. august 1896. Hans 29-årige nevø Khalid bin Barghash, som af nogen blev mistænkt for at have dræbt onklen, flyttede ind i paladskomplekset i Zanzibar by uden britisk godkendelse, i strid med traktaten som var indgået med Ali. Den britiske regering foretrak en anden kandidat, Hamud bin Muhammad, som var mere britiskvenlig. Khalid blev advaret af konsul og diplomatisk udsending til Zanzibar, Basil Cave, og general Mathews om at tænke sig godt om, før han gjorde noget uopretteligt. Denne fremgangsmåde havde fungeret tre år tidligere, da Khalid havde forsøgt at kræve sultanatet efter Alis død, men den britiske generalkonsul, Rennell Rodd, havde fået ham fra dette ved at overbevise ham om farerne dette indebar.
Khalid ignorerede Caves advarsler, og hans styrker begyndte at samle sig ved paladspladsen under kaptajn Saleh som kommandant for paladsgarden. Da dagen var omme, var 2.800 personer med rifler og musketter samlet. Størstedelen var civile, men styrken indeholdt også 700 zanzibariske askarisoldater, som var på Khalids side. Sultanens artilleri, som bestod af flere Maxim-maskingeværer, et gatlingvåben, en bronzekanon fra 1600-tallet og to tolvpunds feltkanoner, var rettet mod de britiske skibe i havnen. Tolvpundskanonerne var blevet givet til sultanen af den tyske kejser Vilhelm 2. Sultanens soldater tog også kontrollen over den zanzibarkiske flåde, som bestod af én træslup, HHS Glasgow, bygget som sultanskib af sultanen i 1878 baseret på den britiske fregat HMS Glasgow.
Mathews og Cave begyndte også at samle deres styrker; de havde allerede 900 zanzibariske askarisoldater under løjtnant Arthur Edward Harington Raikes fra Wiltshire-regimentet. Raikes var blevet sekonderet til den zanzibariske hær og havde rang af brigadegeneral. 150 sømænd fra den armerede krydser HMS Philomel og kanonbåden HMS Thrush, som var ankret op i havnen. Marinestyrken under kaptajn O'Callaghans kommando kom i land efter femten minutter efter at være blevet bedt om hjælp til at håndtere optøjer blandt civilbefolkningen. Et mindre kontingent med sømænd under løjtnant Watson fra Thrush blev sat i land for at bevogte det britiske konsulat, hvor britiske beboere blev bedt om at søge tilflugt. En anden kanonbåd, HMS Sparrow, kom ind i havnen og kastede anker ved siden af Thrush.
Nogen britiske diplomater satte spørgsmål ved pålideligheden af Raikes' askarisoldater, men de viste sig at være professionelle soldater hærdet af eksercits og flere ekspeditioner i Østafrika. De blev senere de eneste landstyrker, som blev beskudt af forsvarerne. Raikes' tropper var bevæbnede med to Maxim-geværer og en nipundskanon og var stationeret ved toldbygningen i nærheden. Sultanen forsøgte at få den amerikanske konsul, Richard Dorsey Mohun, til at anerkende hans ret til sultantronen, men hans sendebud fik besked om, at "eftersom hans tiltrædelse ikke var blevet anerkendt af hendes majestæts regering, er det umulig at svare.".
Cave fortsatte med at sende meldinger til Khalid for at få ham til at trække sine tropper tilbage, forlade paladset og vende hjem, men disse blev ignoreret, og Khalid svarede, at han ville erklære sig som sultan kl. 15.00. Cave erklærede, at dette ville være en oprørsk handling, og at Khalids sultanstatus ikke ville blive anerkendt af den britiske regering. Kl. 14.30 blev sultan Hamad begravet, og nøjagtig 30 minutter etter annoncerede en salut fra paladskanonerne, at Khalid var sultan. Cave kunne ikke åbne ild uden den britiske regerings godkendelse og telegraferede følgende melding til Foreign and Commonwealth Office ved lord Salisburys regering i London: "Har vi tilladelse til at skyde mod paladset fra orlogsskibene, hvis det viser sig umuligt at få til en fredelig løsning?". I mellemtiden opfordrede Cave alle andre udenlandske konsuler om, at der skulle flages på halv mast til ære for Hamad. Det eneste flag, som ikke vajede på halv stang, var et stort rødt flag over Khalids palads. Cave opfordrede også andre konsuler om ikke at anerkende Khalid som sultan, hvilket de tilsluttede sig.

## 26. august
Kl. 10.00 26. august ankom panserkrydseren HMS Racoon til Zanzibar by og ankrede op ved siden af Thrush og Sparrow. Kl. 14.00 ankom panserkrydseren HMS St George, flagskib for Cape- og Østafrika-stationen. Ombord var kontreadmiral Harry Rawson og flere britiske marinesoldater og sømænd. Omtrent på samme tid kom lord Salisburys svar, som godkendte, at Cave og Rawson måtte bruge de ressourcer, de havde til rådighed til at fjerne Khalid fra magten. I telegrafmeldingen stod der: "De har min godkendelse til at bruge de midler, De finder nødvendige, og Deres handlinger vil blive støttet af Hendes Majestæts regering. Gør imidlertid ingenting, hvis De ikke er sikker på at kunne lykkes."
Cave fortsatte forsøget på at forhandle med Khalid, men dette mislykkedes, og Rawson sendte et ultimatum, som krævede, at Khalid skulle tage flaget ned og forlade paladset inden kl. 09.00 27. august, ellers ville briterne åbne ild. I løbet af eftermiddagen blev alle handelsfartøjer fjernet fra havnen, og britiske børn og kvinder blev flyttet til St George og et fartøj fra British-India Steam Navigation Company af hensyn til deres sikkerhed. Samme nat noterede konsul Mohun, at: "Stilheden over Zanzibar den nat var frygtelig. Vanligvis hører man lyden af trommer og barneskrig, men den nat var der ikke en lyd at høre."

## 27. august
Kl. 08.00 27. august svarede konsulen, efter at et sendebud var blevet sendt af Khalid for at bede om fredssamtaler med Cave, at han kun ville blive reddet, hvis han samtykkede i ultimatummets vilkår. Kl. 08.30 erklærede et nyt sendebud fra Khalid, at "vi ikke har nogen planer om at tage vort flag ned og tror ikke, at De vil åbne ild mod os." Cave svarede: "Vi ønsker ikke at åbne ild, men det vil vi med sikkerhed gøre, hvis De ikke gør, som De har fået besked på." Kl. 08.55 hejste Rawson, uden flere meldinger fra paladset, signalet "gør klar til kamp" fra St George.
Nøjagtig kl. 09.00 gav general Lloyd Mathews ordre til, at de britiske skibe skulle begynde bombardementet. Kl. 09.02 åbnede Racoon, Thrush og Sparrow ild mod paladset samtidig; Thrushs første skud ødelagde en arabisk tolvpundskanon. Der var 3.000 forsvarere, tjenere og slaver i paladset, og selv med barrikader af kasser, høballer og gummi kom mange til skade af de højeksplosive granater. Til trods for rapporter om, at han var taget til fange og skulle udvises til Indien, lykkedes det sultan Khalid at flygte fra paladset. En nyhedskorrespondent for Reuters rapporterede, at Khalid og alle de ledende arabere "flygtede da det første skud kom, og lod slaverne og tilhængerne blive tilbage for at slås", mens andre kilder siger, at han blev i paladset længere. Bombardementet sluttede kl. 09.40, og da var paladset og det tilknyttede harem gået i brand, fjendens artilleri var stoppet, og sultanens flag blevet taget ned.
Under bombardementet foregik også et mindre søslag, da Glasgow kl. 09.05 beskød St George med sine syv nipundskanoner og et gatlingvåben, som var en gave fra dronning Victoria til sultanen. Da panserkrydseren besvarede ilden, sank Glasgow, men masterne var fortsat over vandet på grund af, at havnen var så lavvandet. Glasgows besætning hejste britisk flag som tegn på, at de overgav sig, og de blev reddet af britiske sømænd i barkasser. Thrush sænkede også to zanzibariske dampbarkasser, hvis mandskab skød på dem med rifler. Det var ligeledes nogen kamp på land, da Khalids styrker skød mod Raikes' askarier, med ringe effekt, da disse nærmede sig paladset. Kampene var ovre, da bombardementet sluttede. Briterne kontrollerede byen og paladset, og inden det blev eftermiddag, var Hamud bin Muhammad, en britiskvenlig araber, indsat som sultan med begrænset magt. De britiske skibe og deres mandskaber havde affyret 500 granater, 4.100 maskingeværskud og 1.000 riffelskud under kampen.

## Konsekvenser
Omkring 500 zanzibariske mænd og kvinder blev dræbt under bombardementet; de fleste på grund af branden, som brød ud i paladset. Det er uvist hvor mange af disse, som var med i kamphandlingerne, men Khalids kanonmandskaber skal være blevet "decimerede". Det eneste britiske tab var en kvartermester, som blev hårdt såret ombord på Thrush, men som senere kom sig. Selv om de fleste beboere var på briternes side, blev det indiske område udsat for opportunistisk plyndring, og omkring 20 beboere mistede livet i kaosset, som fulgte. For at genoprette ordenen blev 150 britiske sikher overført fra Mombasa for at patruljere gaderne. Sømænd fra St George og Philomel blev sat i land for at danne et brandvæsen for at stoppe branden, som havde spredt sig fra paladset til nærliggende toldbygninger. Der var bekymring for branden i toldbygningerne, fordi disse rummede store mængder af sprængstof, men der var ikke noget, som eksploderede.
Sultan Khalid, kaptajn Saleh og omkring 40 andre søgte tilflugt i det tyske konsulat efter flugten fra paladset. Der blev de bevogtet af ti tyske sømænd og marinesoldater, mens Mathews stationerede mandskaber udenfor for at arrestere dem, hvis de prøvede at slippe væk. Trods forespørgsler om udlevering nægtede den tyske konsul at overgive Khalid til briterne, eftersom Tysklands udleveringsaftale med Storbritannien specifikt forbød udlevering af politiske fanger. I stedet lovede den tyske konsul at flytte ham til Tysk Østafrika uden, at han skulle "sætte en fod på zanzibarisk grund". Den 2. oktober kl. 10 ankom SMS Seeadler til havnen; ved højvande sejlede en af Seeadlers både til konsulatets haveport, og Khalid gik direkte fra konsulatområdet ombord i et tysk skib og kunne dermed ikke arresteres. Han blev overført fra båden til Seeadler og blev sejlet til Dar-es-Salaam i Tysk Østafrika. Khalid blev taget til fange af britiske styrker i 1916 under felttoget i Østafrika under 1. verdenskrig og sendt i eksil til Seychellerne og St. Helena, før han fik lov til at vende tilbage til Østafrika. Han døde i Mombasa i 1927. Khalids tilhængere blev straffet ved at måtte betale omkostningerne for ammunitionen brugt mod dem samt at erstatte skaderne forårsaget af plyndringerne, som løb op i 300.000 indiske rupi.
Sultan Hamud var loyal mod briterne og fungerede som leder for en i alt væsentlig britisk styret marionetregering. Sultanatet blev kun opretholdt for at undgå omkostningerne ved at styre Zanzibar direkte som kronkoloni. Flere måneder efter krigen forbød Hamud, efter britisk tilskyndelse, slaveri i alle former. Frigivelsen af slaverne indebar, at de måtte møde op ved et regeringskontor, hvilket viste sig at blive en langsommelig proces – efter ti år var blot 17.293 slaver blevet frigivet af et skønnet totalantal på 60.000 slaver i 1891.
Det stærkt beskadigede paladskompleks blev fuldstændig ændret efter krigen. Haremmet, fyret og paladset blev revet ned, fordi bombardementet havde gjort dem usikre. Paladsområdet blev et parkområde, mens et nyt palads blev bygget på grunden af haremmet. "Vidundernes hus" var næsten uskadt og blev senere hovedsekretariatet for de britiske myndigheder. Under ombygningen af Vidundernes hus i 1897 blev et klokketårn bygget til på fronten for at erstatte fyret, som blev ødelagt under bombardementet. Vraget af Glasgow blev liggende i havnen foran paladset, og masterne var synlige i flere år på grund af det lave vand; skibet blev til sidst hugget op i 1912.
De britiske hovedpersoner blev berømmet af regeringerne i London og Zanzibar for deres handlinger før og under krigen, og mange fik som belønning gode stillinger og æresbevisninger. General Raikes, lederen for askariene, blev udnævnt til medlem af første klasse af Zanzibars strålende stjernes orden 24. september 1896, medlem af første klasse af Hamudieh-ordenen 25. august 1897 og blev senere udnævnt til øverstkommanderende for Zanzibars styrker. General Mathews, den zanzibariske hærkommandant, blev udnævnt til medlem af Hamudieh-ordenen 25. august 1897 og blev første- og finansminister i den zanzibariske regering. Basil Cave, konsulen, blev companion af Order of the Bath 1. januar 1897 og forfremmet til generalkonsul den 9. juli 1903. Harry Rawson blev udnævnt til kommandørridder af Bath-ordenen for sit arbejde på Zanzibar og blev senere guvernør i New South Wales i Australien og blev forfremmet til admiral. Rawson blev også udnævnt til medlem af første klasse af Zanzibars strålende stjernes orden 8. februar 1897 og Hamondiehs orden 18. juni 1898.
Der forekom ikke flere oprør mod briternes styre på Zanzibar i de 67 år, det fortsatte med at være et britisk protektorat, muligvis på grund af handlekraften som briterne havde udvist under bombardementet. Krigen, som varede i omtrent 40 minutter, anses som historiens korteste.